# Moussy-le-Neuf
Pour les articles homonymes, voir Moussy.
Moussy-le-Neuf est une commune française située dans le département de Seine-et-Marne en région Île-de-France.

## Géographie

### Localisation
La commune est située à l'extrême nord-ouest de la Seine-et-Marne, en bordure de l'Oise et du Val-d'Oise dans la vallée de la Beuvronne. Elle est distante de 9 km de Dammartin-en-Goële, de 16 km de Mitry-Mory (chef-lieu de canton) et de 29 km de Meaux (chef-lieu d'arrondissement).

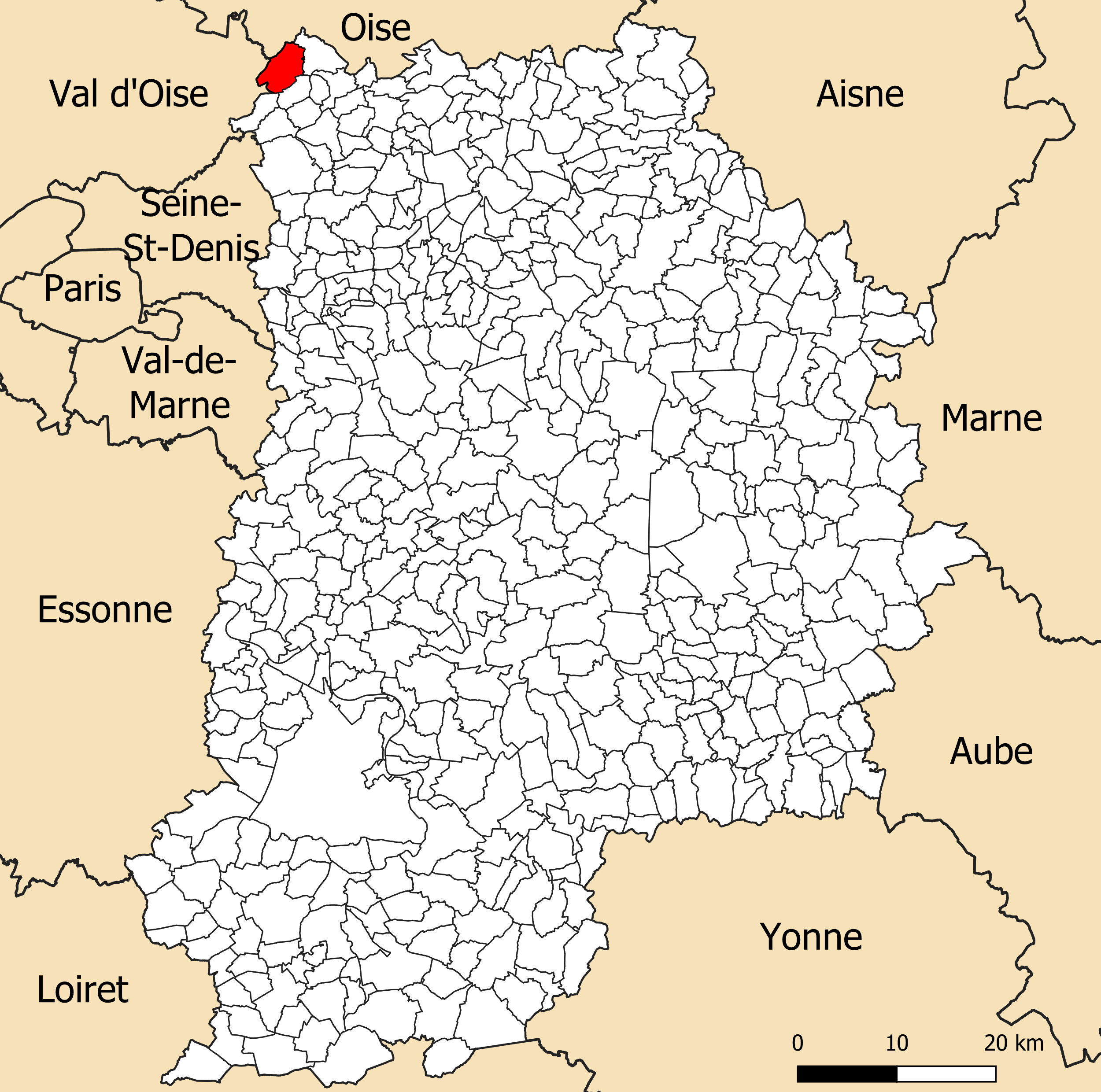
Localisation de la commune de Moussy-le-Neuf dans le département de Seine-et-Marne.

### Communes limitrophes

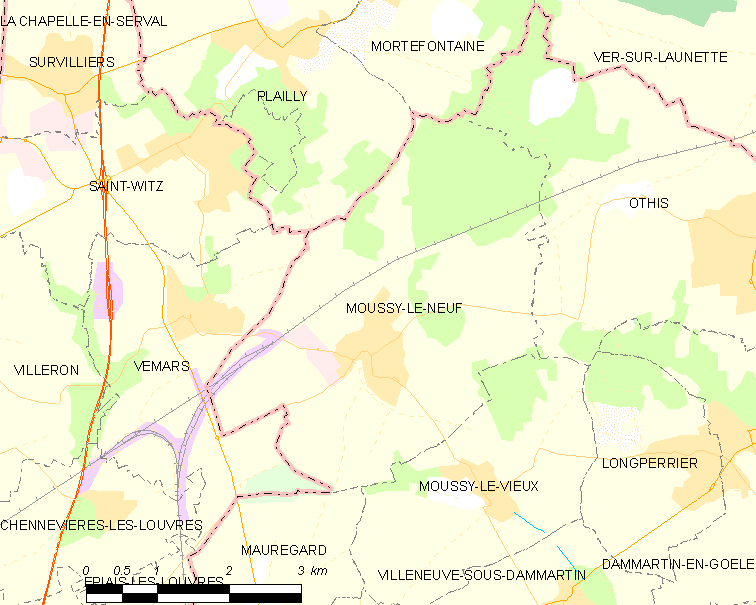
Carte de la commune.

| Plailly (60) | Mortefontaine (60) |                 |
| Vémars (95)  | Moussy-le-Neuf     | Othis           |
|              | Mauregard          | Moussy-le-Vieux |

### Hydrographie
Le réseau hydrographique de la commune se compose de deux cours d'eau référencés :
- la Biberonne, longue de 12,23 km[1], prend sa source sur ce territoire, au bas de la colline de Montmélian (lieu-dit du Marais). Après avoir dirigé son cours vers Moussy-le-Vieux, il va se jeter dans la Beuvronne qui alimente la Marne ;
- le fossé des Heurtreaux, 1,88 km[2], qui conflue avec le fossé du Grand Etang.

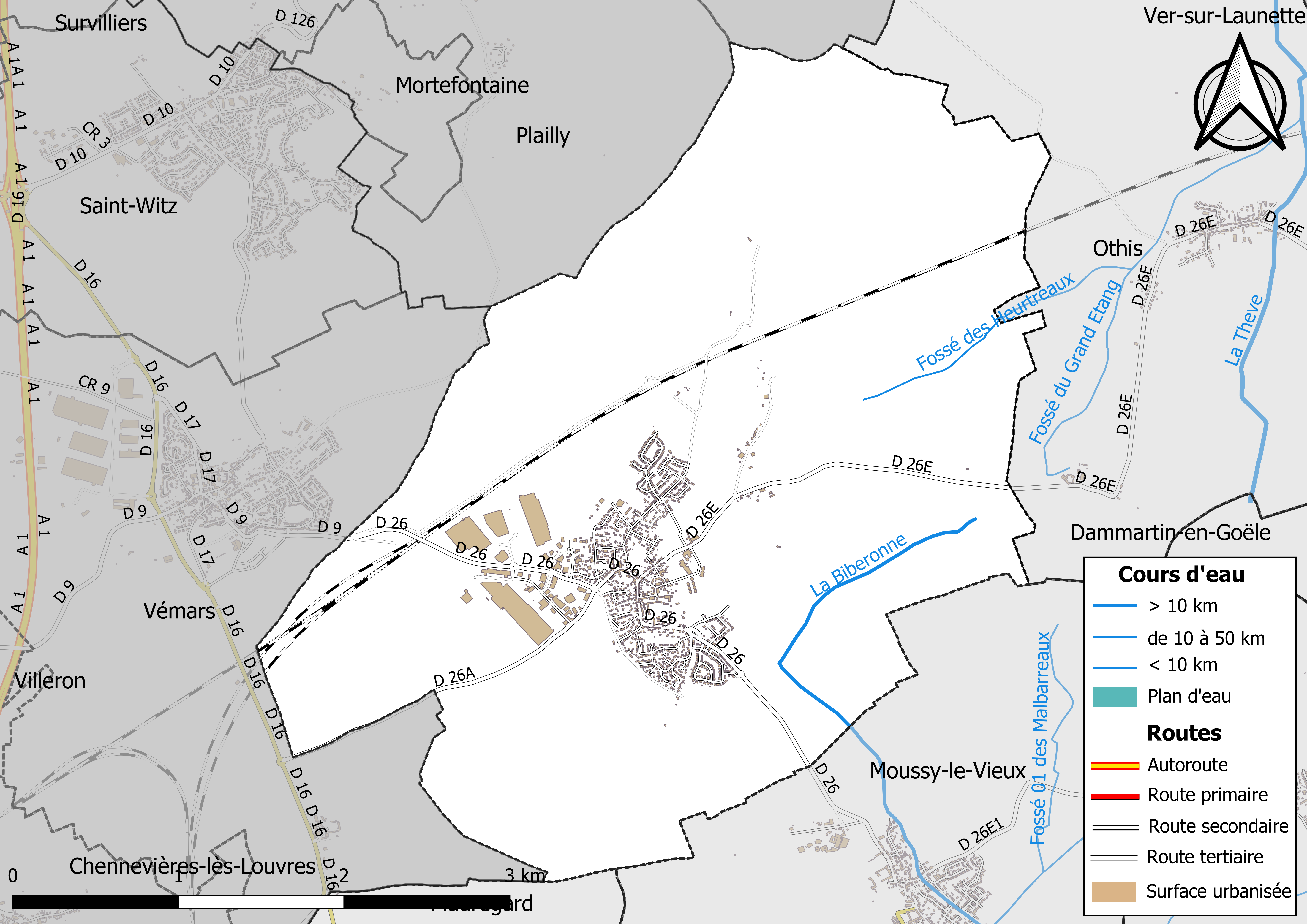
Carte des réseaux hydrographique et routier de Moussy-le-Neuf.

La longueur totale des cours d'eau sur la commune est de 3,15 km.

### Géologie et relief
La commune est classée en zone de sismicité 1, correspondant à une sismicité très faible.

### Climat
Pour des articles plus généraux, voir Climat de l'Île-de-France et Climat de Seine-et-Marne.
En 2010, le climat de la commune est de type climat océanique dégradé des plaines du Centre et du Nord, selon une étude du CNRS s'appuyant sur une série de données couvrant la période 1971-2000. En 2020, Météo-France publie une typologie des climats de la France métropolitaine dans laquelle la commune est exposée à un climat océanique altéré et est dans la région climatique Sud-ouest du bassin Parisien, caractérisée par une faible pluviométrie, notamment au printemps (120 à 150 mm) et un hiver froid (3,5 °C).
Pour la période 1971-2000, la température annuelle moyenne est de 10,9 °C, avec une amplitude thermique annuelle de 15,1 °C. Le cumul annuel moyen de précipitations est de 713 mm, avec 11 jours de précipitations en janvier et 8,1 jours en juillet. Pour la période 1991-2020, la température moyenne annuelle observée sur la station météorologique la plus proche, située sur la commune du Plessis-Belleville à 12 km à vol d'oiseau, est de 11,4 °C et le cumul annuel moyen de précipitations est de 661,7 mm,. Pour l'avenir, les paramètres climatiques de la commune estimés pour 2050 selon différents scénarios d'émission de gaz à effet de serre sont consultables sur un site dédié publié par Météo-France en novembre 2022.

### Milieux naturels et biodiversité

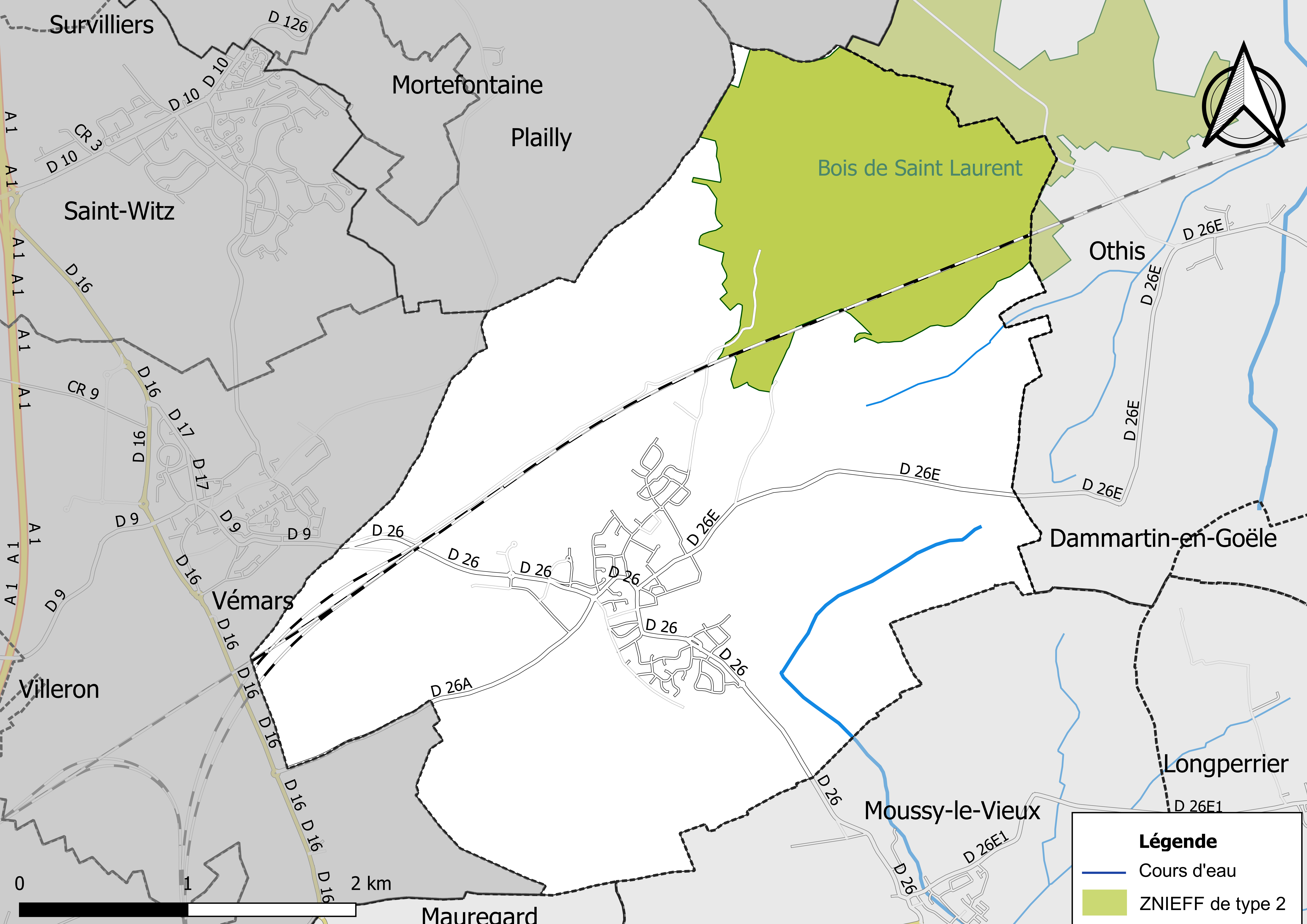
Carte des ZNIEFF de type 2 localisées sur la commune.

L’inventaire des zones naturelles d'intérêt écologique, faunistique et floristique (ZNIEFF) a pour objectif de réaliser une couverture des zones les plus intéressantes sur le plan écologique, essentiellement dans la perspective d’améliorer la connaissance du patrimoine naturel national et de fournir aux différents décideurs un outil d’aide à la prise en compte de l’environnement dans l’aménagement du territoire.
Le territoire communal de Moussy-le-Neuf comprend une ZNIEFF de type 2,,, 
le « Bois de Saint-Laurent » (486,66 ha), couvrant 2 communes du département.

## Urbanisme

### Typologie
Au 1er janvier 2024, Moussy-le-Neuf est catégorisée bourg rural, selon la nouvelle grille communale de densité à sept niveaux définie par l'Insee en 2022.
Elle appartient à l'unité urbaine de Moussy-le-Neuf, une unité urbaine monocommunale constituant une ville isolée,. Par ailleurs la commune fait partie de l'aire d'attraction de Paris, dont elle est une commune de la couronne,. Cette aire regroupe 1 929 communes,.

### Occupation des sols
L'occupation des sols de la commune, telle qu'elle ressort de la base de données européenne d’occupation biophysique des sols Corine Land Cover (CLC), est marquée par l'importance des territoires agricoles (62 % en 2018), en diminution par rapport à 1990 (63,6 %). La répartition détaillée en 2018 est la suivante : 
terres arables (62% ), forêts (25,8% ), zones urbanisées (7,1% ), zones industrielles ou commerciales et réseaux de communication (5% ), milieux à végétation arbustive et/ou herbacée (0,1 %).
Parallèlement, L'Institut Paris Région, agence d'urbanisme de la région Île-de-France, a mis en place un inventaire numérique de l'occupation du sol de l'Île-de-France, dénommé le MOS (Mode d'occupation du sol), actualisé régulièrement depuis sa première édition en 1982. Réalisé à partir de photos aériennes, le Mos distingue les espaces naturels, agricoles et forestiers mais aussi les espaces urbains (habitat, infrastructures, équipements, activités économiques, etc.) selon une classification pouvant aller jusqu'à 81 postes, différente de celle de Corine Land Cover,,. L'Institut met également à disposition des outils permettant de visualiser par photo aérienne l'évolution de l'occupation des sols de la commune entre 1949 et 2018.

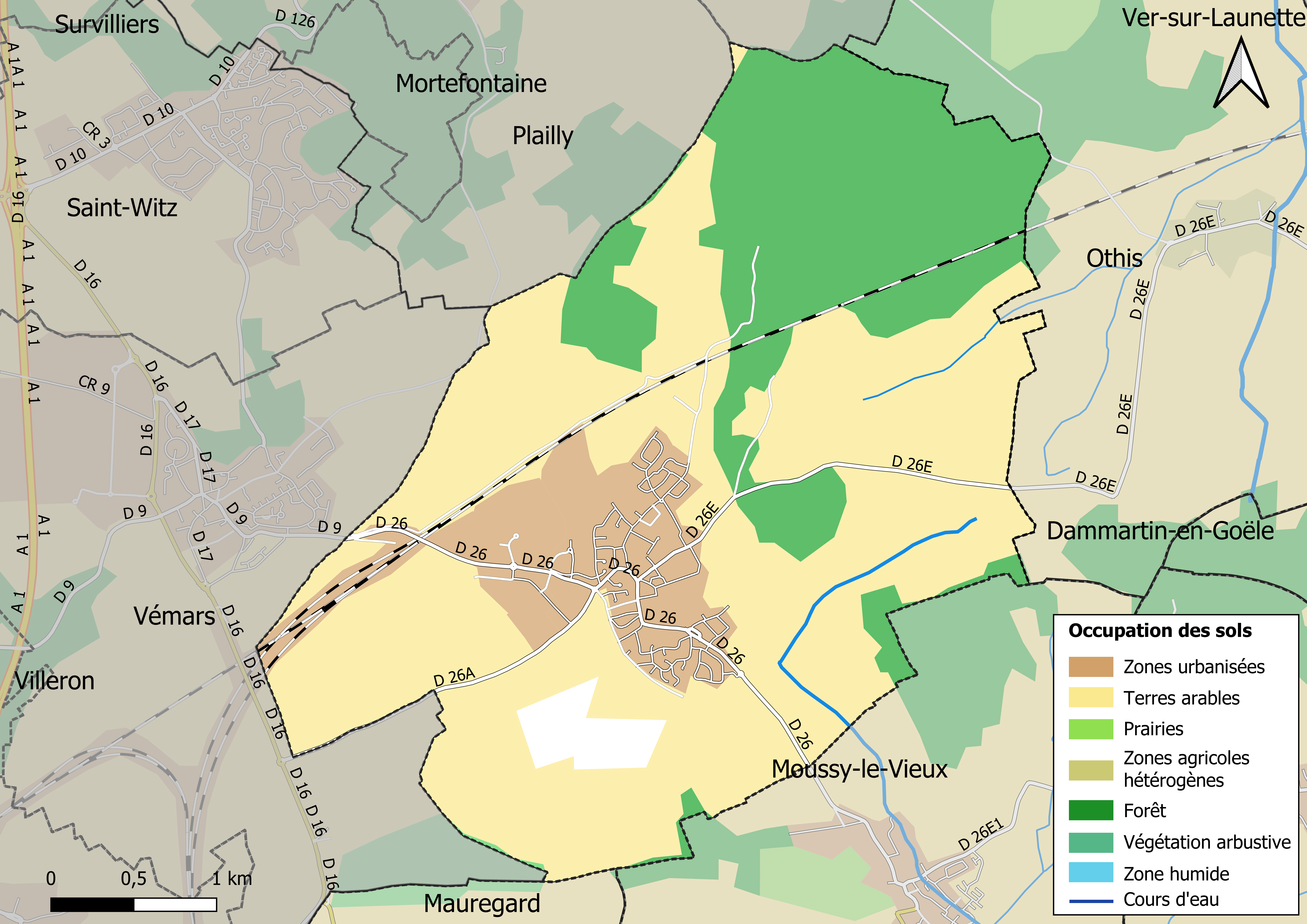
Carte des infrastructures et de l'occupation des sols en 2018 (CLC) de la commune.
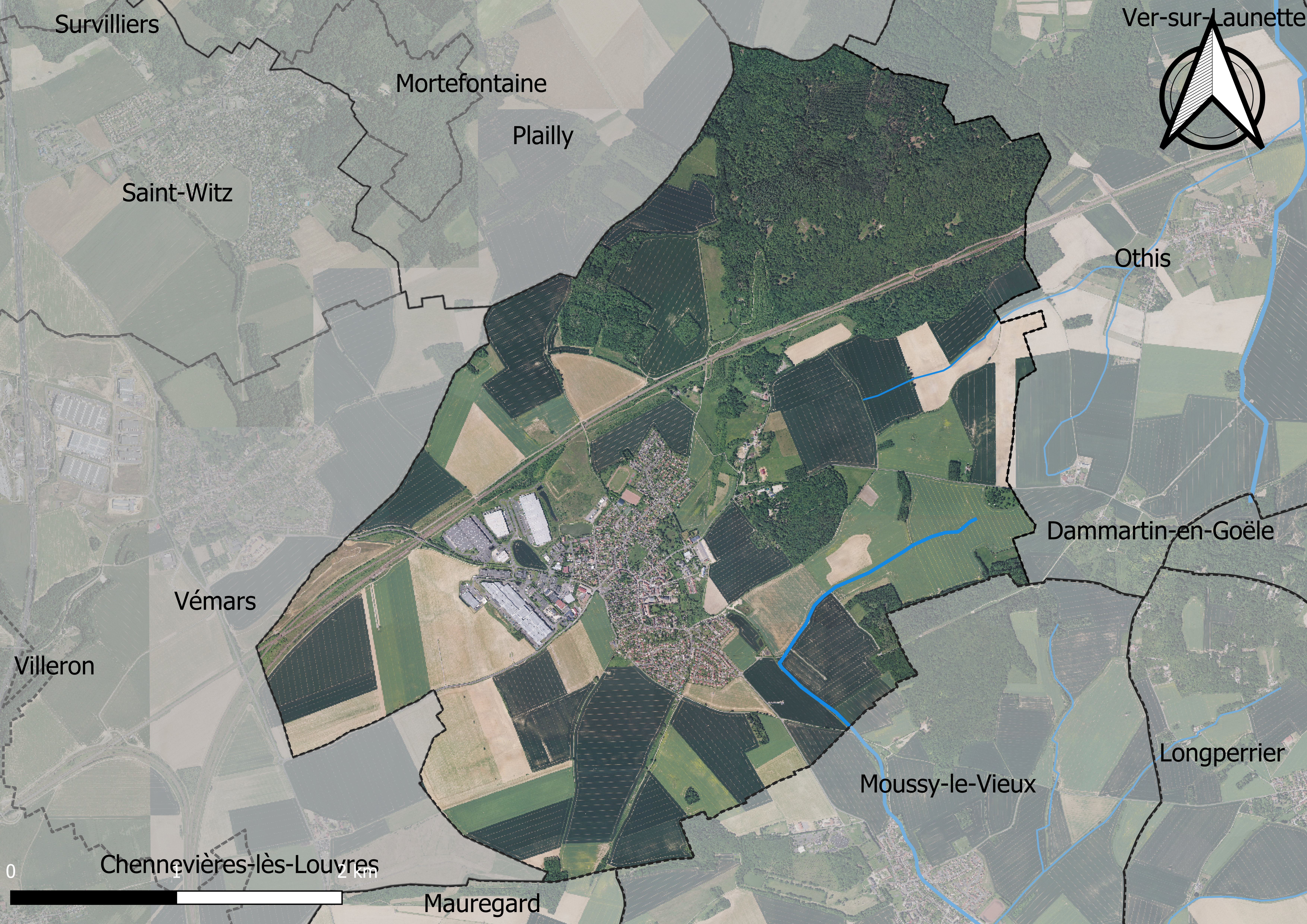
Carte orhophotogrammétrique de la commune.

### Planification
La loi SRU du 13 décembre 2000 a incité les communes à se regrouper au sein d’un établissement public, pour déterminer les partis d’aménagement de l’espace au sein d’un SCoT, un document d’orientation stratégique des politiques publiques à une grande échelle et à un horizon de 20 ans et s'imposant aux documents d'urbanisme locaux, les PLU (Plan local d'urbanisme). La commune est dans le territoire du SCOT Roissy Pays de France, approuvé le 19 décembre 2019 et porté par la communauté d’agglomération Roissy Pays de France.
La commune, en 2019, avait engagé l'élaboration d'un plan local d'urbanisme. Un plan local d'urbanisme intercommunal couvrant le territoire de la communauté de communes de la Bassée - Montois était en élaboration,.

### Logement
En 2016, le nombre total de logements dans la commune était de 1 172 dont 83,9 % de maisons et 16,1 % d'appartements.
Parmi ces logements, 94,8 % étaient des résidences principales, 0,5 % des résidences secondaires et 4,7 % des logements vacants.
La part des ménages fiscaux propriétaires de leur résidence principale s'élevait t à 79,6 % contre 19 % de locataires dont, 4,8 % de logements HLM loués vides (logements sociaux) et, 1,4 % logés gratuitement.

### Voies de communication et transports

#### Voies de communication
À proximité immédiate de l'autoroute A1, Moussy Le Neuf se trouve à environ 1 heure de Paris et à environ 15 minutes de l'aéroport de Roissy-Charles de Gaulle et du parc des Expositions de Villepinte Paris Nord II.

#### Transports
La commune est desservie par les lignes d’autocars No 701, No 702, No 711, No 715, No 716 et No 719 du réseau de bus Roissy Est.

## Toponymie
Selon le chroniqueur du Xe siècle, Nicolas Gosset (Docteur en Théologie), Moussy aurait été créé par un certain Munacius durant la période gallo-romaine. Le village se serait appelé Munaciacum, puis Munciacum pour devenir plus tard Muncy, Moncy, Moucy et enfin Moussy.

La dénomination de le-Neuf et de le-Vieux viendrait du fait que Moussy-le-Vieux aurait été érigé en paroisse en premier.

## Histoire
Vers 853, le clergé de la ville de Sées (dans l'actuel département de l'Orne) fuyant les invasions normandes, obtint de Louis le Germanique, frère de Charles le Chauve la terre de Moussy, pour y mettre en sureté les restes de l'ancienne supérieure du monastère d'Almenêches Sainte Opportune. Les restes furent déposés dans la maison d'un nommé Gozlin, où elles attirèrent un grand nombre de pèlerins. Avec les offrandes, une petite chapelle fut construite et plus tard ils furent transférés dans l'église actuelle qui fut construite vers 1220-1222.

## Politique et administration

### Rattachements administratifs et électoraux

#### Rattachements administratifs
La commune se trouve dans l'arrondissement de Meaux du département de Seine-et-Marne.
Elle faisait partie depuis 1793 du canton de Dammartin-en-Goële. Dans le cadre du redécoupage cantonal de 2014 en France, cette circonscription administrative territoriale a disparu, et le canton n'est plus qu'une circonscription électorale.

#### Rattachements électoraux
Pour les élections départementales, la commune fait partie depuis 2014 du canton de Mitry-Mory
Pour l'élection des députés, elle fait partie de la septième circonscription de Seine-et-Marne.

### Intercommunalité
Moussy-le-Neuf était membre de la communauté de communes du Pays de la Goële et du Multien, un établissement public de coopération intercommunale (EPCI) à fiscalité propre créé en 2000 et auquel la commune avait transféré un certain nombre de ses compétences, dans les conditions déterminées par le code général des collectivités territoriales.
Cette intercommunalité fusionne avec ses voisines pour former, le 1er juin 2013, la communauté de communes Plaines et Monts de France
Dans le cadre de la mise en œuvre de la loi MAPAM du 27 janvier 2014, qui prévoit la généralisation de l'intercommunalité à l'ensemble des communes et la création d'intercommunalités de taille importante notamment en seconde couronne de l'agglomération parisienne afin de pouvoir dialoguer avec la métropole du Grand Paris créée par cette même loi, la communauté de communes Plaines et Monts de France a été dissoute  le 1er janvier 2017, et certaines de ses communes, dont Moussy-le-Neuf, rattachées à la communauté d'agglomération Roissy Pays de France.

### Liste des maires
| Période                                  | Période                         | Identité                   | Étiquette | Qualité |
| ---------------------------------------- | ------------------------------- | -------------------------- | --------- | --- |
| Les données manquantes sont à compléter. |                                 |                            |           | |
| mai 1913                                 | décembre 1919                   | Alfred Claude Buffault     |           | |
| décembre 1919                            | mai 1921                        | Lucien Alphonse Martin     |           | Cultivateur |
| mai 1921                                 | mai 1929                        | Étienne Eugène Parmentier  |           | Propriétaire |
| mai 1929                                 | mai 1935                        | Henri Francard             |           | Cultivateur |
| mai 1935                                 | juillet 1936                    | Georges Cléret             |           | Instituteur honoraire |
| Les données manquantes sont à compléter. |                                 |                            |           | |
| mars 1971                                | mars 1977                       | Raymond Rosenthal          |           | |
| mars 1977                                | mars 1983                       | André Mascarène de Rayssac |           | |
| mars 1983                                | En cours (au 22 septembre 2021) | Bernard Rigault            | DVD       | Ingénieur retraité Président de la CC du Pays de la Goële et du Multien (? → 2012) Président de la CC Plaines et Monts de France (2013 → 2015) Réélu pour le mandat 2020-2026, |

## Équipements et services

### Eau et assainissement
L’organisation de la distribution de l’eau potable, de la collecte et du traitement des eaux usées et pluviales relève des communes. La loi NOTRe de 2015 a accru le rôle des EPCI à fiscalité propre en leur transférant cette compétence. Ce transfert devait en principe être effectif au 1er janvier 2020, mais la loi Ferrand-Fesneau du 3 août 2018 a introduit la possibilité d’un report de ce transfert au 1er janvier 2026,.

#### Assainissement des eaux usées
En 2020, la gestion du service d'assainissement collectif de la commune de Moussy-le-Neuf est assurée par la Communauté d'agglomération Roissy Pays de France pour la collecte, le transport et la dépollution. Ce service est géré en délégation par une entreprise privée, dont le contrat arrive à échéance le 30 juin 2020,,.
L’assainissement non collectif (ANC) désigne les installations individuelles de traitement des eaux domestiques qui ne sont pas desservies par un réseau public de collecte des eaux usées et qui doivent en conséquence traiter elles-mêmes leurs eaux usées avant de les rejeter dans le milieu naturel. La Communauté d'agglomération Roissy Pays de France assure pour le compte de la commune le service public d'assainissement non collectif (SPANC), qui a pour mission de vérifier la bonne exécution des travaux de réalisation et de réhabilitation, ainsi que le bon fonctionnement et l’entretien des installations,.

#### Eau potable
En 2020, l'alimentation en eau potable est assurée par le SMAEP de la Goële qui en a délégué la gestion à l'entreprise Veolia, dont le contrat expire le 31 décembre 2021,,.

## Population et société

### Démographie
Les habitants sont appelés les Moussignols. Dans le passé, les habitants étaient appelés les Novamultiens.
L'évolution du nombre d'habitants est connue à travers les recensements de la population effectués dans la commune depuis 1793. Pour les communes de moins de 10 000 habitants, une enquête de recensement portant sur toute la population est réalisée tous les cinq ans, les populations de référence des années intermédiaires étant quant à elles estimées par interpolation ou extrapolation. Pour la commune, le premier recensement exhaustif entrant dans le cadre du nouveau dispositif a été réalisé en 2005.

En 2022, la commune comptait 3 255 habitants, en évolution de +6,65 % par rapport à 2016 (Seine-et-Marne : +3,92 %, France hors Mayotte : +2,11 %).
| 1793 | 1800 | 1806 | 1821 | 1831 | 1836 | 1841 | 1846 | 1851 |
| ---- | ---- | ---- | ---- | ---- | ---- | ---- | ---- | ---- |
| 744  | 787  | 828  | 755  | 713  | 717  | 700  | 688  | 621  |

| 1856 | 1861 | 1866 | 1872 | 1876 | 1881 | 1886 | 1891 | 1896 |
| ---- | ---- | ---- | ---- | ---- | ---- | ---- | ---- | ---- |
| 587  | 592  | 555  | 514  | 494  | 420  | 414  | 400  | 412  |

| 1901 | 1906 | 1911 | 1921 | 1926 | 1931 | 1936 | 1946 | 1954 |
| ---- | ---- | ---- | ---- | ---- | ---- | ---- | ---- | ---- |
| 400  | 436  | 423  | 371  | 451  | 453  | 449  | 409  | 493  |

| 1962 | 1968 | 1975  | 1982  | 1990  | 1999  | 2005  | 2006  | 2010  |
| ---- | ---- | ----- | ----- | ----- | ----- | ----- | ----- | ----- |
| 519  | 586  | 1 725 | 1 740 | 2 218 | 2 387 | 2 392 | 2 370 | 2 913 |

| 2015  | 2020  | 2022  | - | - | - | - | - | - |
| ----- | ----- | ----- | - | - | - | - | - | - |
| 3 021 | 3 212 | 3 255 | - | - | - | - | - | - |

## Économie

### Secteurs d'activité

#### Agriculture
Moussy-le-Neuf est dans la petite région agricole dénommée la « Goële et Multien », regroupant deux petites régions naturelles, respectivement la Goële et le pays de Meaux (Multien). En 2010, l'orientation technico-économique de l'agriculture sur la commune est la culture de céréales et d'oléoprotéagineux (COP).
Si la productivité agricole de la Seine-et-Marne se situe dans le peloton de tête des départements français, le département enregistre un double phénomène de disparition des terres cultivables (près de 2 000 ha par an dans les années 1980, moins dans les années 2000) et de réduction d'environ 30 % du nombre d'agriculteurs dans les années 2010. Cette tendance se retrouve au niveau de la commune où le nombre d’exploitations est passé de 5 en 1988 à 4 en 2010. Parallèlement, la taille de ces exploitations diminue, passant de 151 ha en 1988 à 147 ha en 2010.
Le tableau ci-dessous présente les principales caractéristiques des exploitations agricoles de Moussy-le-Neuf, observées sur une période de 22 ans : 
|                                      | 1988 | 2000 | 2010 |
| ------------------------------------ | ---- | ---- | ---- |
| Dimension économique,                |      |      |      |
| Nombre d’exploitations (u)           | 5    | 6    | 4    |
| Travail (UTA)                        | 14   | 12   | 6    |
| Surface agricole utilisée (ha)       | 755  | 686  | 588  |
| Cultures                             |      |      |      |
| Terres labourables (ha)              | 694  | 655  | 588  |
| Céréales (ha)                        | 484  | 403  | s    |
| dont blé tendre (ha)                 | 293  | 318  | 283  |
| dont maïs-grain et maïs-semence (ha) | 143  | 85   | s    |
| Tournesol (ha)                       | 0    |      |      |
| Colza et navette (ha)                | s    | 52   | s    |
| Élevage                              |      |      |      |
| Cheptel (UGBTA)                      | 39   | 20   | 0    |

## Culture locale et patrimoine

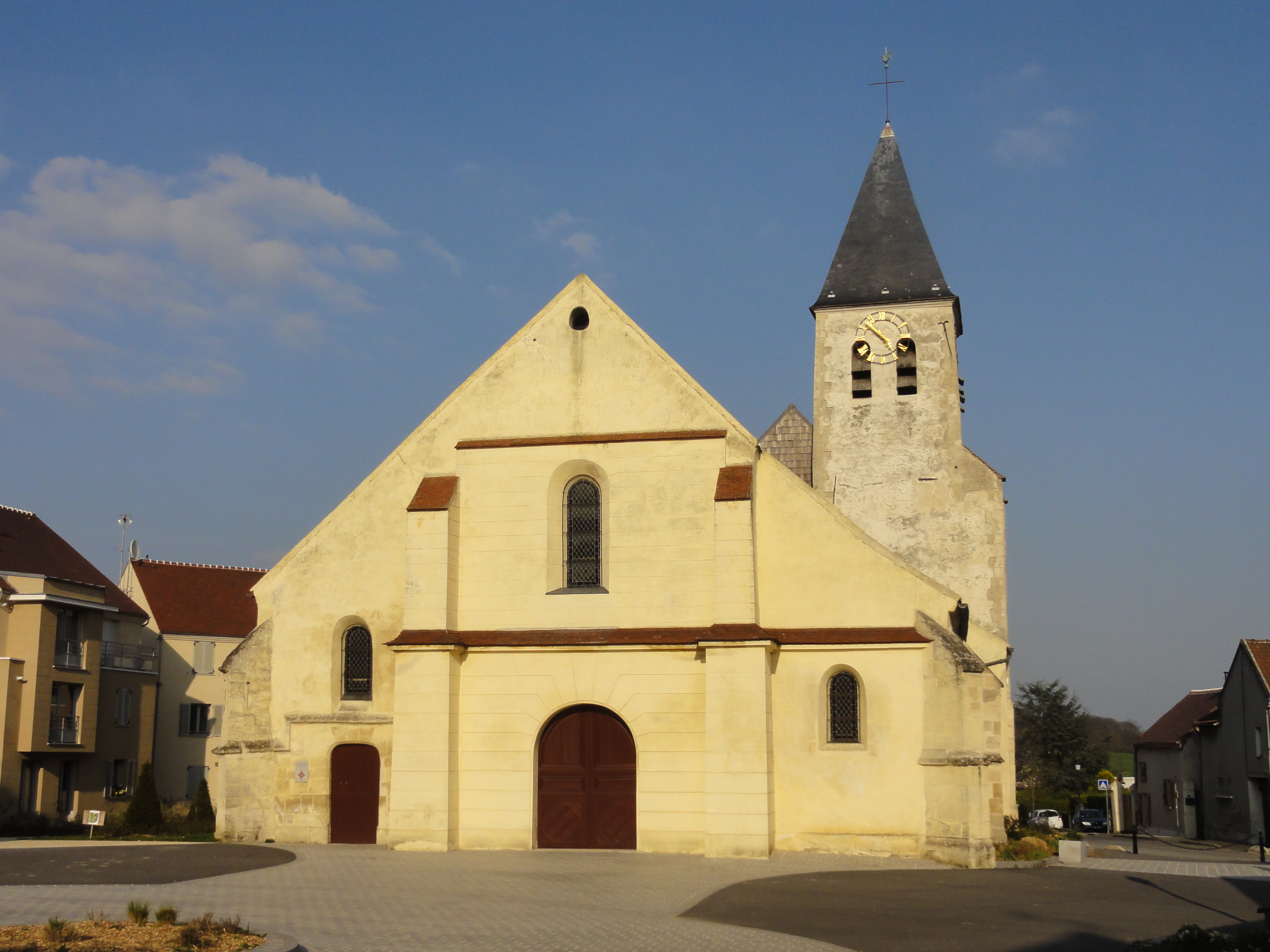
L'église Saint-Vincent.

### Lieux et monuments

#### Monuments historiques
Moussy-le-Neuf ne compte qu’un seul monument historique sur son territoire.
- Église Saint-Vincent (classée monument historique par arrêté du 13 février 1979[46]) : Elle comporte quelques éléments du début du XIIIe siècle, mais a presque entièrement été reconstruite au XVIe siècle. C'est un édifice assez long, de faible hauteur, mais entièrement voûté d'ogives, et affichant un style gothique flamboyant rustique, avec une modénature très simple. Seul le chevet est plus soigné, et présente des fenêtres munies d'un remplage élaboré, caractéristique de la fin du XVe et du premier tiers du XVIe siècle. Le voûtement de la nef a été réalisé bien plus tard, vers 1560-1570 environ, et montre des influences de la Renaissance. À la période moderne, le portail a été refait, et les fenêtres latérales des bas-côtés ont été repercées. En somme, l'architecture de l'église Saint-Vincent est de faible intérêt : c'est son ensemble de mobilier des XVIIe et XVIIe siècles qui en fait un monument remarquable. Il faut citer en premier lieu la chaire à prêcher, le banc d'œuvre, les autels, et surtout, les boiseries du chevet et de l'abside, qui comportent trois tableaux de retable de grand format, et six plus petits tableaux peints à l'huile sur toile, illustrant le martyre de saint Vincent, patron de l'église. Il y a également des peintures murales de différents types, dont notamment celles des Apôtres de la fin du Moyen Âge sur les piliers de la nef, et quelques statues. Par ailleurs, l'église Saint-Vincent conserve la mémoire de sainte Opportune, dont les reliques sont vénérées à Moussy-le-Neuf depuis le IXe siècle. Pratiquement ruinée en 1970, l'église a été fermée au culte en cette année, et a failli être démolie avant d'être classée. La restauration s'est échelonnée sur une période de vingt-neuf ans, de 1981 à 2010, avec plusieurs interruptions longues. La durée du chantier s'explique à la fois par un diagnostic insuffisant au début, et par l'exhaustivité et l'ambition de la restauration, qui n'omet aucun élément de l'édifice et du mobilier, et restitue pratiquement l'état du XVIIIe siècle[47].

#### Autres éléments du patrimoine
- On remarque à Moussy-le-Neuf, les vestiges de l'ancienne église prieurale Sainte-Opportune, qui après avoir été dépossédée à la Révolution, a été transformée en grange, actuellement dépendance de la ferme dite de Sainte-Opportune, rue Jeanne-d'Arc.
- Habitats gallo-romains du Grand Marteau, des Longues Raies et des Grands Bois.

### Personnalités liées à la commune
- Robert Bouchigny (?-1550), prêtre et théologien catholique français y fut curé.
- Philippe Lemaire (1927-2004), acteur français y est né.

## Structures et bâtiments
De bâtiments se sont implantés comme une école élémentaire qui comporte 10 salles de classe ainsi qu'une école maternelle qui elle comporte cinq salles de classe. Ces deux écoles sont liées et partagent une bibliothèque, une salle polyvalente et une salle de motricité. L'école dispose également d'un équipement informatique à disposition des élèves et des enseignants.
La ville comporte également un centre de loisirs, des salles sportives ou culturelles.
Une halle a été construite entre la mairie et l'église au cours de l'année 2012 et inaugurée en décembre de cette même année. Tous les samedis, un marché a lieu sous celle-ci. Le bâtiment a une surface au sol de 500 m2 et est conçu avec une architecture traditionnelle composée d'une charpente entièrement en bois.
Une structure a été réalisée sur la zone de la Barogne contenant, un supermarché, un bar, un bowling, une salle de sport, un lazer game et un restaurant. De même s'implantent : de nouveaux restaurants, une auto-école, une maison de retraite.